# ルグラン (電気機器メーカー)
ルグラン（フランス語: Legrand S.A.）は、フランス・リモージュに本拠を置き、世界90か国以上に拠点を持つ電気機器メーカー。日本ではラリタン・ジャパン株式会社がルグランの系列企業となっている。ユーロネクスト・パリ上場企業（Euronext: LR ）。

## 沿革
ルグランの事業の起源は1865年にHenri Barjaud de Lafondらが開設したリモージュ磁器の工房に求められるが、1904年、Frédéric Legrandが磁器工房を引き継ぎ、自らの名前を社名に与えた。1919年、リモージュで小さな工場を持った職人のJean Mondotと提携、絶縁体として磁器を利用した電気スイッチを製造し、徐々に電気分野へのシフトが進められた。1949年8月25日、工場が火事で全焼し大きな打撃を受けたが、これを契機に製造分野をスイッチやソケットなどの電気配線器具関係に集中させる方針を打ち出し、ヒューズホルダーやブレーカー、ケーブルマネジメント関連の製造を拡大させた。
1966年、最初の国外拠点をベルギーに開設、1970年にパリ証券取引所に上場、1977年、ブラジルのPialを買収し最初のヨーロッパ外拠点とした。1984年にアメリカ合衆国に進出、1989年にイタリア最大の電気機器メーカーBticinoを買収し子会社とした。以降アメリカのOrtronicsやHorton Controlsなど同業他社の買収が続き、2006年に同業として中国第1位のTCL Chinaを買収、2007年にオーストラリアの第2位企業であったHPMを買収した。
2001年、シュナイダーエレクトリックとの株式持ち合いを形成したが、欧州委員会から競争環境を損なうとして、翌年阻止された。その後、フランスの投資機関のウェンデルとアメリカの投資会社のKKRの資本下に入ったが、世界経済危機の影響が深刻化した2009年、両社はルグランの株式を売却した。同年ルグランは業績の落ち込みを経験したものの、2010年半ばに回復、同年3月、シュナイダーエレクトリックと電気自動車充電プラグの規格に関する協定を結び、事実上の欧州標準規格とした。2014年にアメリカ・オハイオ州のLastarを買収した。2015年7月に「Eliot Program」を発表、IOT分野に注力する方針を打ち出している。
2015年9月、ルグランの北米部門は、アメリカ・ニュージャージー州に本拠を置き、電源管理機器等のデータセンター向けソリューション機器メーカーであるラリタン（Raritan Inc.）を買収し、グループ企業とした。ラリタンの日本法人「ラリタン・ジャパン株式会社」は買収後もブランドを維持し、事業を行っている。